# Agriopodes
Agriopodes is een geslacht van vlinders van de familie Uilen (Noctuidae), uit de onderfamilie Acronictinae.

## Soorten
- Agriopodes corticosa Guenée, 1852
- Agriopodes fallax Herrich-Schäffer, 1853
- Agriopodes geminata Smith, 1903
- Agriopodes jucundella Dyar, 1922
- Agriopodes teratophora Herrich-Schäffer, 1853
- Agriopodes viridata Harvey, 1876